# アンソニー・カストロ
アンソニー・シルフレド・カストロ（Anthony Silfredo Castro, 1995年4月13日 - ）は、ベネズエラのミランダ州カラカス出身のプロ野球選手（投手）。右投右打。現在は、フリーエージェント（FA）。

## 経歴

### プロ入りとタイガース時代
2011年7月にアマチュア・フリーエージェントでデトロイト・タイガースと契約してプロ入り。
2012年、傘下のルーキー級ベネズエラン・サマーリーグ・タイガースでプロデビュー。13試合に先発登板して1勝3敗、防御率3.38、46奪三振を記録した。
2013年もルーキー級ベネズエラン・サマーリーグ・タイガースでプレーし、13試合（先発11試合）に登板して2勝2敗、防御率2.73、55奪三振を記録した。
2014年はアメリカ本土へ渡ってからルーキー級ガルフ・コーストリーグ・タイガースでプレーし、13試合（先発12試合）に登板して6勝3敗、防御率4.10、50奪三振を記録した。
2015年はトミー・ジョン手術を受けた影響もあり、全休した。
2016年はルーキー級ガルフ・コーストリーグ・タイガース・ウェストでプレーし、2球団合計で11試合（先発10試合）に登板して3勝3敗、防御率4.26、54奪三振を記録した。
2017年はA級ウェストミシガン・ホワイトキャップスでプレーし、21試合に先発登板して10勝6敗、防御率2.49、95奪三振を記録した。
2018年はA+級レイクランド・フライングタイガースとAA級エリー・シーウルブズでプレーし、2球団合計で25試合（先発23試合）に登板して9勝4敗、防御率3.34、105奪三振を記録した。
2019年はAA級エリーでプレーし、27試合（先発18試合）に登板して5勝3敗1セーブ、防御率4.40、116奪三振を記録した。オフにはアリゾナ・フォールリーグに参加し、メサ・ソーラーソックスに所属した。11月20日にはルール・ファイブ・ドラフトでの流出を防ぐために40人枠入りした。
2020年7月27日にメジャー初昇格を果たし、同日のカンザスシティ・ロイヤルズ戦でメジャーデビュー。この年の公式戦登板は前述のメジャーでの1試合のみだった。

### ブルージェイズ時代
2020年12月7日にウェイバー公示を経てトロント・ブルージェイズへ移籍した。
2021年1月21日にDFAとなり、27日にマイナー契約で傘下のAAA級バッファロー・バイソンズへ配属された。シーズン開幕後、4月14日にメジャー契約を結んでアクティブ・ロースター入りした。

### ガーディアンズ時代
2022年4月7日にブラッドリー・ジマーとのトレードで、クリーブランド・ガーディアンズへ移籍した。9月1日にDFAとなった。

### オリオールズ傘下時代
2022年9月3日にウェイバー公示を経てボルチモア・オリオールズへ移籍した。移籍後のメジャー登板は無く、レギュラーシーズン終了後の10月6日にDFAとなった。その後、10月10日にマイナー契約、13日にFAとなった。

## 投球スタイル
ややカッター軌道になるフォーシームは最速98.8mph（約159km/h）を計測するが、制球がイマイチであると言われている。

## 詳細情報

### 年度別投手成績
| 年 度    | 球 団    | 登 板 | 先 発 | 完 投 | 完 封 | 無 四 球 | 勝 利 | 敗 戦 | セ 丨 ブ | ホ 丨 ル ド | 勝 率 | 打 者 | 投 球 回 | 被 安 打 | 被 本 塁 打 | 与 四 球 | 敬 遠 | 与 死 球 | 奪 三 振 | 暴 投 | ボ 丨 ク | 失 点 | 自 責 点 | 防 御 率 | W H I P |
| -------- | -------- | ----- | ----- | ----- | ----- | -------- | ----- | ----- | -------- | ----------- | ----- | ----- | -------- | -------- | ----------- | -------- | ----- | -------- | -------- | ----- | -------- | ----- | -------- | -------- | ------- |
| 2020     | DET      | 1     | 0     | 0     | 0     | 0        | 0     | 0     | 0        | 0           | ----  | 5     | 1.0      | 1        | 1           | 1        | 0     | 0        | 1        | 0     | 0        | 2     | 2        | 18.00    | 2.00    |
| 2021     | TOR      | 25    | 0     | 0     | 0     | 0        | 1     | 2     | 1        | 2           | .333  | 109   | 24.2     | 23       | 4           | 8        | 2     | 3        | 32       | 4     | 0        | 15    | 13       | 4.74     | 1.26    |
| 2022     | CLE      | 12    | 0     | 0     | 0     | 0        | 0     | 0     | 0        | 2           | ----  | 65    | 13.1     | 19       | 5           | 10       | 0     | 0        | 12       | 1     | 0        | 15    | 11       | 7.43     | 2.18    |
| MLB：3年 | MLB：3年 | 38    | 0     | 0     | 0     | 0        | 1     | 2     | 1        | 2           | .333  | 179   | 39.0     | 43       | 10          | 19       | 2     | 3        | 45       | 5     | 0        | 32    | 31       | 6.00     | 1.59    |

- 2022年度シーズン終了時

### 年度別守備成績
| 年 度 | 球 団 | 投手（P） | 投手（P） | 投手（P） | 投手（P） | 投手（P） | 投手（P） |
| 年 度 | 球 団 | 試 合     | 刺 殺     | 補 殺     | 失 策     | 併 殺     | 守 備 率  |
| ----- | ----- | --------- | --------- | --------- | --------- | --------- | --------- |
| 2020  | DET   | 1         | 0         | 0         | 0         | 0         | ----      |
| 2021  | TOR   | 25        | 4         | 2         | 0         | 0         | 1.000     |
| MLB   | MLB   | 26        | 4         | 2         | 0         | 0         | 1.000     |

- 2021年度シーズン終了時

### 背番号
- 38（2020年）
- 63（2021年）
- 58（2022年）